# Joseph Bagobiri
Joseph Bagobiri, né le 8 novembre 1957 à Fadan Kagoma (Nigeria) et mort le 27 février 2018 à Kaduna (Nigeria), est un prélat catholique nigérian, évêque de Kafanchan entre 1995 et 2018.

## Biographie
Le 11 juin 1983, Joseph Bagobiri est ordonné prêtre.
Le 10 juillet 1995, il est nommé évêque de Kafanchan par le pape Jean-Paul II. Il est alors ordonné 21 octobre suivant par Mgr Peter Jatau, assisté de Mgrs Gabriel Gonsum Ganaka (en), archevêque de Jos, et John Onaiyekan, archevêque d'Abuja.
Il meurt le 27 février 2018.